# Lundi parjuré
 (janvier 2020).
Le Lundi perdu ou Lundi parjuré (en néerlandais verloren maandag ou verzworen maandag) est une fête traditionnelle qui se déroule le lundi qui suit l'Épiphanie, c'est-à-dire le lundi qui suit le 6 janvier. Elle reste surtout vivace à Tournai et dans la province d'Anvers. Cette tradition est également présente dans les villes de Lille et de Douai. Depuis 2021, cette fête fait partie des chefs-d'œuvre du Patrimoine oral et immatériel de la Fédération Wallonie-Bruxelles.
Au cours du repas familial, où l'on se doit de manger du lapin, un roi de table est désigné et tous les convives doivent le suivre. Le menu est codifié et traditionnel, petite saucisse en entrée, lapin à la tournaisienne, salade tournaisienne et galette des rois pour le dessert.

## Origine
Le lundi perdu est une tradition qui remonte tellement loin dans le temps qu'il est difficile de dire de quel parjure il s'agit exactement. L'origine et le sens de ce mot sont restés quelque peu obscurs. Toutefois, la plus ancienne mention est celle de Gilles Li Muisis, un chroniqueur tournaisien, en 1281.
Selon une ancienne coutume, notables et propriétaires terriens organisaient le lundi suivant l'Épiphanie des tribunaux extraordinaires. La population était invitée et conviée aux assises judiciaires, aussi appelées « plaids généraux », pour dénoncer les crimes qui avaient échappé aux autorités lors de l'année qui venait de s'écouler. Ceux qui avaient connaissance de meurtres, de brigandages, incendies criminels, vols, viols, calomnies, usures, etc. étaient tenus de les déclarer, d'autant plus que serment avait été prêté, et qu'on avait, selon l'expression de l'époque, juré sur les saints. À la fin de cette journée, les notables organisaient un grand repas auquel les manants étaient invités à participer moyennant paiement (en monnaie ou en nature). La date de ces assises était fixée au lundi qui suivait l'Épiphanie et s'appelait, dans certains textes du Moyen Âge, parjure delunds (de dies lunae, jour de la lune).
Dans ce contexte, le terme parjuré peut prendre plusieurs significations. La plus plausible reste celle où la population ne dénonçait pas les crimes malgré le serment fait, d'où le parjure. Une autre explication communément admise est étymologique : le terme « parjurer » est la contraction du verbe « jurer » et du préfixe « par » qui indique la perfection, le caractère exceptionnel du serment. Une troisième explication plus fantaisiste se rapporte au parjure des Rois mages, qui ne revinrent pas vers Hérode indiquer le lieu de naissance de l'Enfant Jésus.
L'origine du nom Lundi perdu est, elle, toute simple. Le jour de ces tribunaux, on ne travaillait pas. Pour célébrer la journée, on prenait un congé sans solde. C'était donc une journée perdue sur la fiche de salaire. Le folkloriste néerlandais J. Ter Gouw écrit en 1871: « La philosophie traditionnelle enseignait que tout travail exécuté ce jour-là était malheureux et perdu, c'est-à-dire sans valeur et inutile ». Aujourd'hui encore il existe une superstition qui affirme que le lendemain d'un jour de fête passe pour être porteur de mauvais augure. La conséquence naturelle d'une certaine ivresse du dimanche constitue aussi une incapacité plus ou moins marquée à se remettre convenablement au labeur le lundi. Ce lundi est donc, en effet, un jour chômé, c'est-à-dire perdu pour les travailleurs.

## Cérémonial
La coutume était de « tirer les rois » au début du repas. Les billets des rois étaient des vignettes gravées sur bois du XVIIIe siècle que l’on trouve encore aujourd’hui aux éditions Casterman. On commençait par s'assembler en grande tablées. À chacune des tables, les convives tiraient au sort un rôle à tenir. L'ordre du tirage suivait l'ordre d'âge décroissant des participants. Parmi ces rôles, étaient représentés :
- Le Roi ou la Reine qui mène les débats et boit toujours bien en évidence.
- Le Valet qui annonce quand sa majesté boit par la formule consacrée "Le Roi/La Reine boit !" afin de prévenir les convives qu'ils doivent boire à leur tour.
- Le Fou du Roi qui s'assure que la parole du Roi ou de la Reine est respectée, et que chacun l'accompagne lorsqu'il ou elle lève son verre. Et gare à celui qui oublie, car son visage sera noirci à l'aide d'un bouchon brûlé. Gare au Fou s'il ne remplit pas son rôle, c'est lui qui en sera noirci.
- Le Verseur qui veille à ce que tout le monde ait un verre rempli, pour être en mesure de suivre le Roi ou la Reine.
- Le Cuisinier qui prépare le festin des convives.
- L’Écuyer Tranchant qui accompagne le cuisinier pour l'aider à découper et servir le lapin et les différents aliments.
- Le Portier qui en échange d'une dringuelle (wallon signifiant pourboire, dérivé du néerlandais drinkgeld) (il accepte surtout le liquide) ouvrira les portes pour les convives.
- Le Messager qui transmet les messages des autres convives à sa majesté.
- Le Conseiller qui avise sa majesté de joyeux conseils selon l'ambiance du moment.
- Le Suisse qui a ses heures dérobe les verres des autres invités afin de se délecter de leur contenu.
- Le Laquais veillera à aider les convives à s'asseoir en bougeant leurs chaises, en les débarrassant.  Il veillera aussi à combler les désirs de sa majesté.
- Le Secrétaire s'affairera à entretenir les invités par sa poésie les différentes breuvages consommés au cours du repas.
- Le Musicien sera responsable de l'ambiance musicale de la soirée, par le chant à la demande mais toujours en échange de quelques breuvages.
- Le Ménétrier lui aussi en échange de breuvage s'emploiera à faire danser les convives au son de son instrument.
- Le Médecin afin de veiller à la bonne santé de ces amis pensera à régulièrement passer les commandes hydratantes de ceux-ci.
- Le Confesseur.

Cette tradition a longtemps eu un caractère très familial. C’était une fête où se retrouvaient les parents, grands-parents et enfants. Il ne s’agissait pas d’une fête somptueuse : la plupart des composants étaient des cadeaux reçus en étrenne de différents commerçants (boucher, épicier,…). C’était « jour de grand plucache ».
Il était de coutume de pendre l’animal, en l'occurrence le lapin, pendant quelques jours à l’extérieur afin qu’il rassît. C’était aussi un signe de richesse extérieure. Cependant certaines personnes ne pouvaient se permettre d'acheter du lapin et exposaient donc un chat à sa place.
Le lapin provenait de l’élevage familial ou du marché matinal, mais il pouvait aussi venir d’un prix gagné à un jeu organisé le dimanche précédent (fers ou cartes). Cette coutume-ci n’a pas entièrement disparu.
Ce jour-là, on voyait aussi des groupes d’enfants (parfois même des adultes), déguisés en rois mages pour demander leur « pardieu », la part réservée au pauvres. Aujourd’hui encore, entre le 1er janvier et la fête "Driekoningen", cette tradition perdure (voir ) au point que les villages prévoient des panneaux de signalisation à l'attention des automobilistes. En néerlandais on peut y lire : "Let op : Zingende kinderen !" - soit "Attention : enfants chantants !").

## Le lundi parjuré à travers les chansons
Il existe de nombreuses chansons patoisantes faisant référence aux lapins et chats du lundi parjuré. Ce sujet inspira un grand nombre de chansonniers tels Alexandre Desrousseaux ou Achille Viehard, Adolphe Prayer, Charles Parthame, Anselme Dachy, Albert Coens et bien d’autres. Ces textes patois font revivre une ambiance d’époque.

## Menu

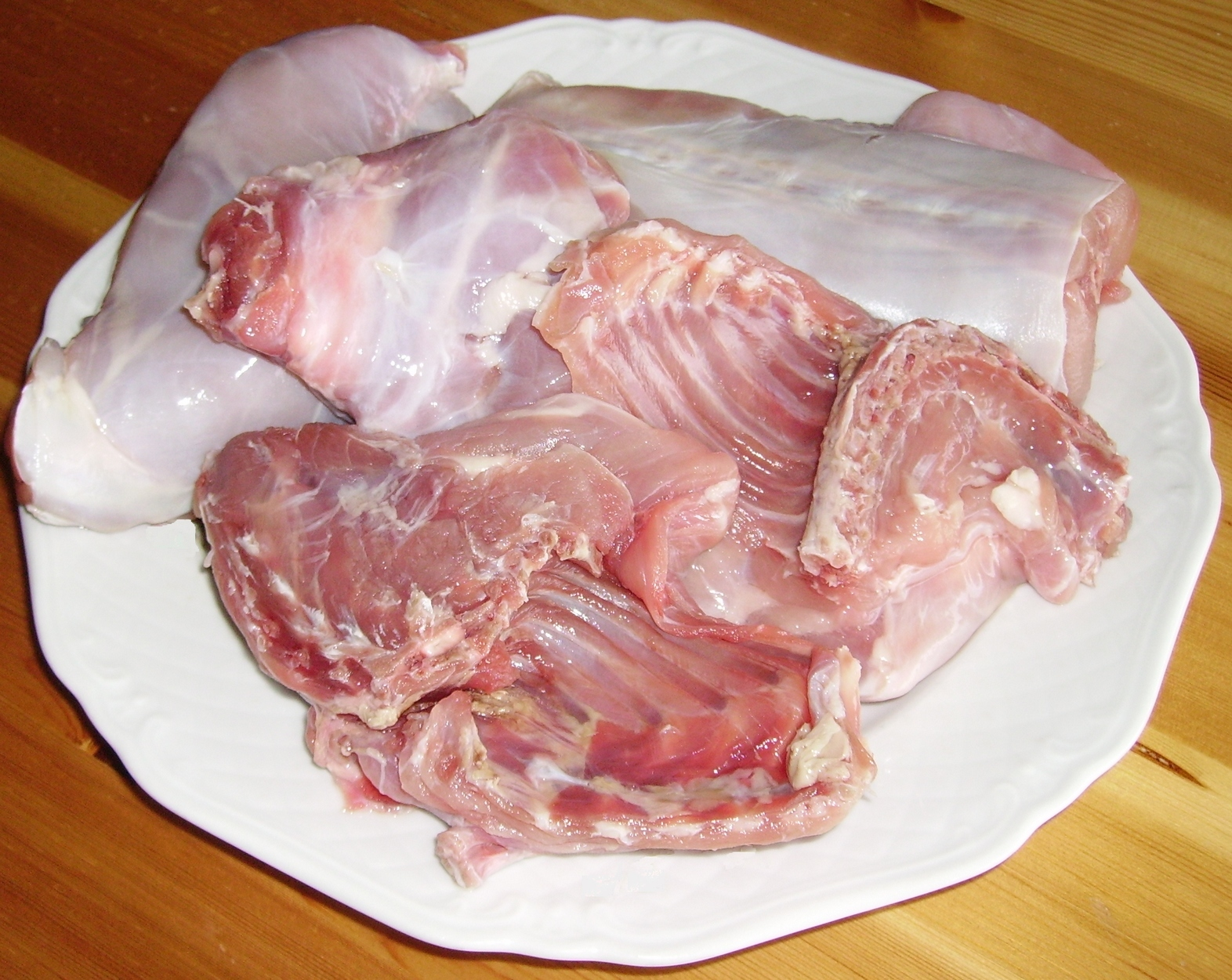
Lapin découpé, prêt pour la cuisson

La tradition tournaisienne du Lundi Parjuré recommande le repas traditionnel se composant de trois plats et d'un dessert.
- L'pétite saucisse sert d'entrée ; elle est composée d'une petite saucisse servie avec de la compote de pommes ou du chou cuit au saindoux.
- Le lapin aux pruneaux et aux raisins constitue le plat principal de ce repas. Ce « lapin à la tournaisienne » se déguste accompagné de pommes de terre cuites à l'eau ou la vapeur.
- Une salade composée sert de dernier plat. On la nomme aussi « salade tournaisienne ». Elle se mange avec du mutiau ou du jambon.
- En guise de dessert, la tradition tournaisienne rejoint la tradition de l'Épiphanie en tirant les rois autour d'une galette fourrée d'une fève.

Ce repas plantureux singe les tablées des notables d'autrefois. L'abondance doit être bien réelle pour appuyer la symbolique.

## Ingrédients et recettes

### Le lapin aux preones et aux rojins
Pour réaliser un lapin à la tournaisienne, les ingrédients suivants s’imposent : pour quatre personnes, il vous faut : 1 lapin, 4 oignons, 2 cuillères à soupe de farine, 10 à 15 pruneaux, des raisins secs, du beurre ou de l’huile, une branche de thym et une feuille de laurier, de la cassonade, du poivre et du sel.
On prend d’abord le lapin pour en séparer les pattes et couper le corps en trois morceaux. On fait chauffer la casserole avec du beurre ou de l’huile pour y mettre ensuite le lapin et les oignons qu’il faut faire roussir. On ajoute l’assaisonnement (thym et laurier) et de la farine. On arrose ensuite avec de l’eau (pour respecter la tradition, on ne met jamais de vin ni de bière car à l’époque il s’agissait d’un plat de pauvre). Le lapin va mijoter jusqu'à ce qu’il sera cuit, c’est-à-dire quand la viande se détache des os. Ensuite, on ajoute les pruneaux et les raisins que l’on aura préalablement fait gonfler dans de l’eau bouillante. Et enfin, on peut éventuellement ajouter un peu de cassonade, du sel et du poivre.

### La salade tournaisienne
Les ingrédients de base d’une salade tournaisienne sont : salade de blé (mâche), oignons cuits au four avec la pelure mais épluchés par la suite, pommes, chicons (endives), chou-rouge au vinaigre, gros haricots, sel et poivre.
À ces ingrédients, on peut éventuellement ajouter tous les autres ingrédients composant une salade variée comme le pissenlit, le céleri-rave, la betterave rouge, la barbe de capucin. Mais certainement pas de noix, de lardons, ou de dés de fromages qui sont des fantaisies de notre époque. Ces derniers ingrédients ne respectent donc pas du tout la tradition initiale.